# 津湾广场站
津湾广场站是一个位于中国天津市和平区小白楼街道解放北路与滨江道交叉口东北侧津湾广场地下，属于天津地铁3号线的地铁车站。

## 車站結構
津湾广场站站厅位于车站地下一层，站厅内设有地铁客服中心，可为乘客提供人工购票及地铁储值卡的发售充值、失物招领等服务。另外，站厅内还设有自动售票机、验票机等自助服务设施。由于该站临近海河，站台较深，位于车站地下三层，为岛式站台，并设有全高式屏蔽门。本站付费区设有自动扶梯及楼梯各2组连接站台，非付费区亦设有自动扶梯及楼梯各2组连接地面各出口。
| 地面     | 出入口             | A—E出入口                                |
| 地下一层 | 站厅               | 客服中心、自动售票机、验票机、车站站务室 |
| 地下二层 | 设备层             |                                          |
| 地下三层 | 轨道（东）         | █ 3号线往小淀（天津站）                  |
| 地下三层 | 岛式站台，左側開门 |                                          |
| 地下三层 | 轨道（西）         | █ 3号线往南站（和平路）                  |

## 内装与公共艺术

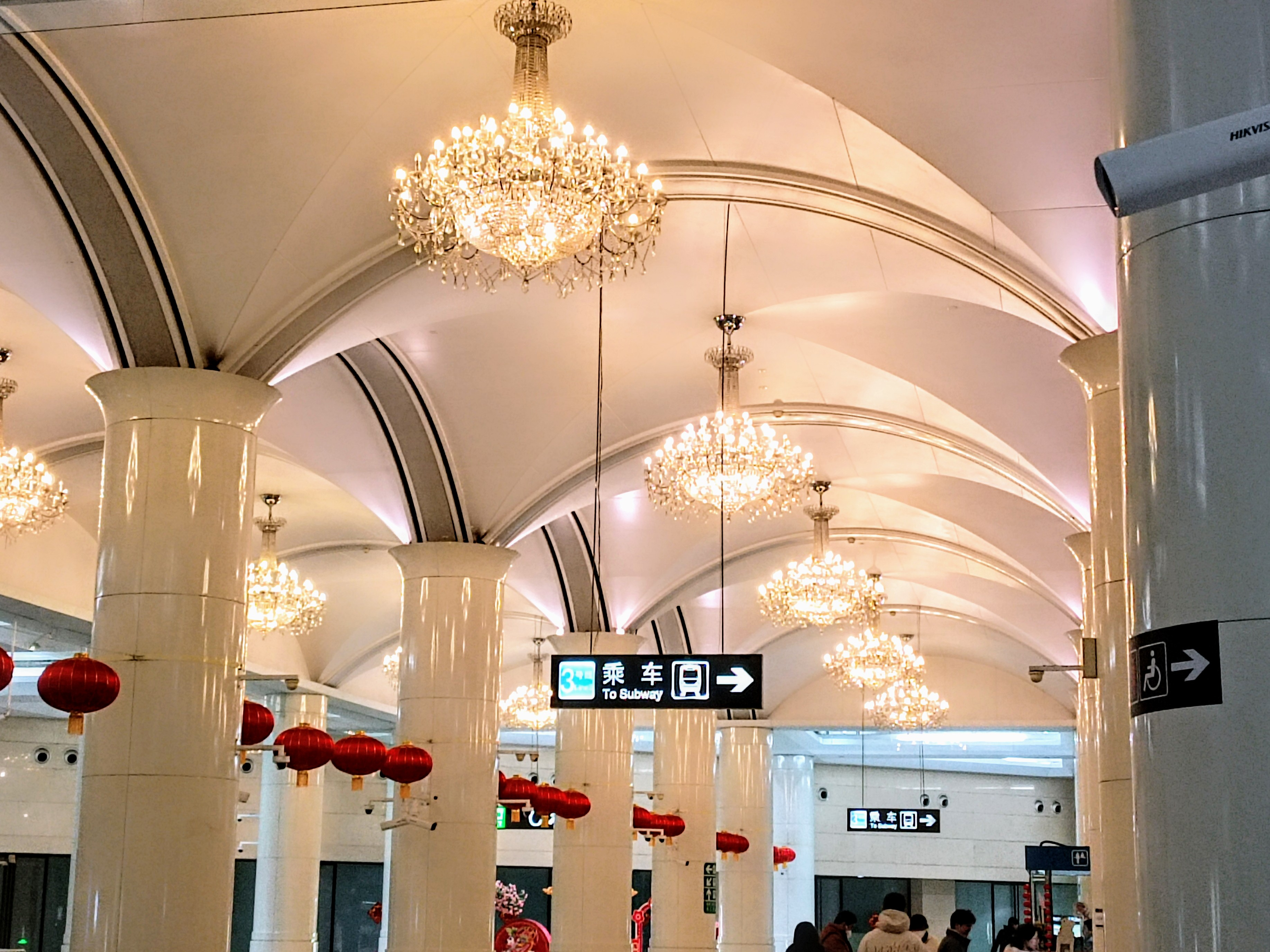
津湾广场站站厅

津湾广场站内公共艺术文化墙为梁选玲设计制作的不锈钢浮雕作品《历程》，长60米，高2.8米，整体采用不锈钢铸造而成，是目前国内最大的不锈钢铸造作品。整幅作品分4个部分展开，主题分别为序曲、复兴、和谐天津以及创造辉煌。以天津的过去、现在和未来的时间轴为背景，展现了从鸦片战争到新中国成立再到未来发展的大型史诗，宣示了天津人民勤奋、刻苦建设新天津的心境。

## 車站出口
津湾广场站共设5个出口（其中D、E口暂不开放），各出口及周围设施如下所示：
|          |      |          |                                                |
| 出口编号 | 照片 | 地点     | 可到达目的地                                   |
| 出口 · A |      | 張自忠路 | 津湾大剧院、津湾广场                           |
| 出口 · B |      | 張自忠路 | 解放橋、津湾广场、原大陆银行仓库               |
| 出口 · C |      | 解放北路 | 解放北路、天津市青年宫、滨江道、中国金融博物馆 |
| 出口 · D |      | 松江路   | 暫未開通                                       |
| 出口 · E |      | 滨江道   | 暫未開通                                       |

## 換乘交通
| 公共汽车线路 \| 编号 \| 编号 \| 线路 \| 线路 \| 线路 \| 收费 \| 运营商 \| 备注 \| \| ---- \| ------ \| ---------- \| ---- \| ---------- \| ---- \| ---------- \| ------------------------------------------------- \| \| \| 352 \| 津塔公交站 \| ↺ \| 大悲院码头 \| 2元 \| 公交二公司 \| 原 小精卫游览线 \| \| \| 观光5 \| 津湾广场 \| ↺ \| 民园广场 \| 40元 \| 交通客运 \| 原 津游1号和平线 \| \| \| 观光10 \| 津湾广场 \| ↺ \| 天津之眼 \| 40元 \| 交通客运 \| 每日仅7:30–16:00停靠西北角美食街 原 津游1号河北线 \| |        |            |      |            |      |            |                                                   |
| 编号 | 编号   | 线路       | 线路 | 线路       | 收费 | 运营商     | 备注                                              |
| | 352    | 津塔公交站 | ↺    | 大悲院码头 | 2元  | 公交二公司 | 原 小精卫游览线                                   |
| | 观光5  | 津湾广场   | ↺    | 民园广场   | 40元 | 交通客运   | 原 津游1号和平线                                  |
| | 观光10 | 津湾广场   | ↺    | 天津之眼   | 40元 | 交通客运   | 每日仅7:30–16:00停靠西北角美食街 原 津游1号河北线 |

| 编号 | 编号   | 线路       | 线路 | 线路       | 收费 | 运营商     | 备注                                              |
| ---- | ------ | ---------- | ---- | ---------- | ---- | ---------- | ------------------------------------------------- |
|      | 352    | 津塔公交站 | ↺    | 大悲院码头 | 2元  | 公交二公司 | 原 小精卫游览线                                   |
|      | 观光5  | 津湾广场   | ↺    | 民园广场   | 40元 | 交通客运   | 原 津游1号和平线                                  |
|      | 观光10 | 津湾广场   | ↺    | 天津之眼   | 40元 | 交通客运   | 每日仅7:30–16:00停靠西北角美食街 原 津游1号河北线 |

## 运营情况
虽然坐落于津湾广场地下，但上下车人数不及预期。本站在建设时已预先料到解放桥开桥时会带来的巨大客流量，因此站体明显较大（相对于严重拥挤的和平路和营口道两站而言）。但实际运营中由于津湾广场地区明显人气不佳，再加上近年来解放桥开桥时本站会提前关闭，同时本站距严重拥挤的和平路站太近，导致本站高峰期仍经常会出现门可罗雀的悠闲情况。所幸，随着津湾广场地区的开发，本站的悠闲情况即将得到改善。

## 事故
2009年9月23日18时，津湾广场站（建设时称解放北路站）地下25米处发生透水事故，导致坐落地上的DD饭店大楼出现楼体裂缝。该事故导致天津重点保护等级历史风貌建筑DD饭店大楼严重损毁并彻底拆除，并大大延缓了3号线工期。

## 图集
- 津灣廣場站A出口
- 津灣廣場站B出口
- 津灣廣場站C出口
- 津灣廣場站D出口
- 津灣廣場站E出口